# 34-й штурмовой батальон «Безумная стая»
34-й штурмовой батальон «Безумная стая», также «Бешеная стая» (укр. Шалена зграя) — воинское подразделение, состоящее из чеченских добровольцев и украинских военных, входит в состав 57-й отдельной мотопехотной бригады Сухопутных войск Вооружённых сил Украины. Основан в 2014 году во время боевых действий на Донбассе. С тех пор командиром батальона является чеченский доброволец Казбек Абдурзаков (позывной — «Дзурдзук»), который является народным героем Украины.

## История
Штурмовой батальон «Безумная стая» или «Бешеная стая» создан в 2014 году во время вооруженного конфликта на Донбассе. 
Подразделение состоит из чеченских добровольцев и украинских военнослужащих и включён в состав 57-й отдельной мотопехотной бригады имени кошевого атамана Костя Гордиенко Сухопутных войск Украинских Вооружённых сил.
С момента его создания командиром батальона был и остаётся чеченский доброволец Казбек Абдурзаков с позывным — «Дзурдзук», которому присвоено звание народного героя Украины.

## Командиры
- Абдурзаков, Казбек Лечаевич (позывной — «Дзурдзук») — командир батальона[6][7][8].